# Яблунівка (Павлоградський район)
Яблуні́вка — село в Україні, у Юр'ївській селищній громаді Павлоградського району Дніпропетровської області. Населення за переписом 2001 року становить 43 особи. До 2017 орган місцевого самоврядування — Чернявщинська сільська рада.

## Географія
Село Яблунівка знаходиться на правому березі каналу Дніпро — Донбас, угору за течією на відстані 0,5 км розташоване село Запарівка (Лозівський район), униз за течією на відстані 0,5 км розташоване село Терни.

## Історія
12 червня 2020 року, відповідно до розпорядження Кабінету Міністрів України № 709-р «Про визначення адміністративних центрів та затвердження територій територіальних громад Дніпропетровської області», увійшло до складу Юр'ївської селищної громади.
19 липня 2020 року, в результаті адміністративно-територіальної реформи та ліквідації Юр'ївського району, село увійшло до складу Павлоградського району.

## Інтернет-посилання
- Погода в селі Яблунівка